# Bogish Boy, Vol. 1
Bogish Boy, Vol. 1 — третій студійний альбом американського репера Cashis, виданий на лейблі Bogish Brand Entertainment 15 липня 2014 р. 10 липня реліз із теґами виклали для прослуховування без можливості завантаження на HotNewHipHop.com для промоції.
Є першою платівкою без продакшену Rikanatti. У 2006 вийшов Bogish Boy Vol.1, перший із 5-мікстейпової серії Bogish Boy. Попри це їхні треклисти різні. Початкові назви «Intro»: «BBG Intro»; «Aimen»: «BBG No Lacken», «Outro». 12 червня 2014 Rikanatti твітнув розклад Bogish Brand: Euthanasia, Bogish Boy, Vol. 1, Renegedon EP, Bogish Boy, Vol. 2, міні-альбом The Vault 3 та I'm Getten Mine. В аутро Cashis анонсує наступний реліз OG & Green Tea.

## Список пісень
| #   | Назва                                  | Продюсер(и)                  | Тривалість |
| --- | -------------------------------------- | ---------------------------- | ---------- |
| 1.  | «Intro»                                | Swamp Crew Beatz, Kera Beats | 2:32       |
| 2.  | «Fuq Ur Hood»                          | Swamp Crew Beatz, 808 Mafia  | 3:28       |
| 3.  | «Money»                                | Cinamatik                    | 4:09       |
| 4.  | «Tony Montana»                         | Swamp Crew Beatz, 808 Mafia  | 3:51       |
| 5.  | «Efile4zaggiN»                         | 2 Deezy                      | 3:15       |
| 6.  | «High High»                            | Swamp Crew Beatz, Kera Beats | 4:01       |
| 7.  | «Not fa Play»                          | Killa Sai                    | 3:38       |
| 8.  | «Stop tha Flexxin» (з участю Tri Star) | Cin-a-matik                  | 4:16       |
| 9.  | «Connected» (з участю BBG Phorse)      | BBG Phorse                   | 3:19       |
| 10. | «Pressers»                             | Da Prince                    | 3:41       |
| 11. | «Aimen»                                | Swamp Crew Beatz             | 4:43       |